# Temaxcalillos
Temaxcalillos es una localidad de México, localizada en el municipio de Metepec en el estado de Hidalgo.

## Geografía
Se encuentra en la región geográfica del Valle de Tulancingo; a la localidad le corresponden las coordenadas geográficas 20° 16’ 02.969” de latitud norte y 98° 21’ 56.087” de longitud oeste, con una altitud de 2129 m s. n. m. Cuenta con un clima templado subhúmedo con lluvias en verano, de humedad media.
En cuanto a fisiografía se encuentra en la provincia del Eje Neovolcánico, dentro de la subprovincia de Sierras y Llanuras de Querétaro e Hidalgo; su terreno es de sierra. En lo que respecta a la hidrografía se encuentra posicionado en la región del Pánuco, dentro de la cuenca el río Moctezuma, y en la subcuenca del río Metztitlán.

## Demografía
En 2020 registró una población de 470 personas, lo que corresponde al 3.59 % de la población municipal. De los cuales 230 son hombres y 240 son mujeres.
| Gráfica de evolución demográfica de Temaxcalillos entre 1900 y 2020 |
|                                                                     |
| Población registrada por los censos y conteos del INEGI.            |